# Рудничный (Алматинская область)
Рудничный (каз. Рудничный) — село в Алматинской области Казахстана, подчинено городской администрации Текели. Административный центр и единственный населённый пункт Рудничного сельского округа. Код КАТО — 192633100.
Расположено на правом берегу реки Коксу (бассейн озера Балхаш), в 58 км к югу от города Текели.
с 23 февраля 1958 по 2013 год Рудничный являлся посёлком городского типа.

## Население
| Численность населения | Численность населения | Численность населения | Численность населения | Численность населения | Численность населения | Численность населения | Численность населения | Численность населения |
| 1959                  | 1970                  | 1979                  | 1989                  | 1991                  | 1999                  | 2004                  | 2005                  | 2006                  |
| --------------------- | --------------------- | --------------------- | --------------------- | --------------------- | --------------------- | --------------------- | --------------------- | --------------------- |
| 2548                  | ↘2101                 | ↘1741                 | ↗1759                 | ↘1700                 | ↘1219                 | ↘1161                 | ↘1151                 | ↘1144                 |
| 2007                  | 2008                  | 2009                  | 2010                  | 2011                  | 2012                  | 2013                  | 2014                  | 2015                  |
| ↘1132                 | ↘1118                 | ↘1060                 | ↘1043                 | ↘1035                 | ↘1029                 | ↘1025                 | ↘1014                 | →1014                 |